# Madonna col Bambino tra i santi Pietro, Paolo e un angelo
La tela Madonna con Bambino, santi Pietro e Paolo e un angelo è un dipinto olio su tavola eseguito da Scipione Piazza o Scipione da Lodi, datato 1545 e conservato nella chiesa di Santo Spirito.
La tela essendo stata eseguita nel medesimo anno dell'apertura del Concilio di Trento, doveva aveva una forte valenza politica.
.

## Storia
La tela è posta nella quinta cappella a sinistra della chiesa di santo Spirito che era patronato della famiglia Tasso, evidente infatti il blasone della famiglia sulla colonna esterna. Fu edificata da Domenico Tasso (1467-1538) e dalla moglie Elisabetta Rota (1470-1553) agli inizi del XVI secolo, abitanti il Palazzo Tasso in Via Pignolo. La cappella fu terminata solo nel 1550 non avendo la copia lasciato eredi. 
Domenico aveva fatto ritorno a Bergamo, solo nel 1516 dopo esser stato al servizio di Papa Giulio II con il servizio postale pontificio. 

A sinistra della cappella vi è il monumento funebre a Agostino e Caterina Tasso che fu commissionato dal figlio Luigi Tasso vescovo di Recanati, lavoro di Antonio Fantoni di Rosciano. Parte del monumento che inizialmente era posto laterale all'altare maggiore., divenne poi parte dell'altare maggiore dopo il Concilio Vaticano II.
La tela della cappella è opera di Scipione Piazza, di cui vi è la firma nella pietra posta sul lato sinistro inferiore della tela,  e eseguita nel 1545, anno di apertura del Concilio di Trento, e seppur non è la più conosciuta della chiesa, troppo ricca di opere di notevole valore artistico, ebbe una grande valore politico. I canonici della chiesa erano nei primi anni del XVI secolo, parte attiva nei dialoghi che gravavano in riferimento al diffondersi delle istanze luterane, venivano infatti chiamati anziché lateranensi essendo canonici lateranensi, ma  Luteranensi in riferimento a Martin Lutero. Serve considerare che a Bergamo vi era come vescovo Vittore Soranzo, filo luterano.
Dopo il Concilio di Trento i canonici di dissociarono da ogni altra forma religiosa adeguandosi alle nuove direttive. Solo il canonico Gerolamo Zanchi scappò in Germania diventando calvinista, ma la tela ha caratteristiche molto significative.
Il Piazza non andò mai a Bergamo, e la tela che era stata commissionata da Elisabetta Rota, fu spedita da Lodi, dove risiedeva l'artista.

## Descrizione

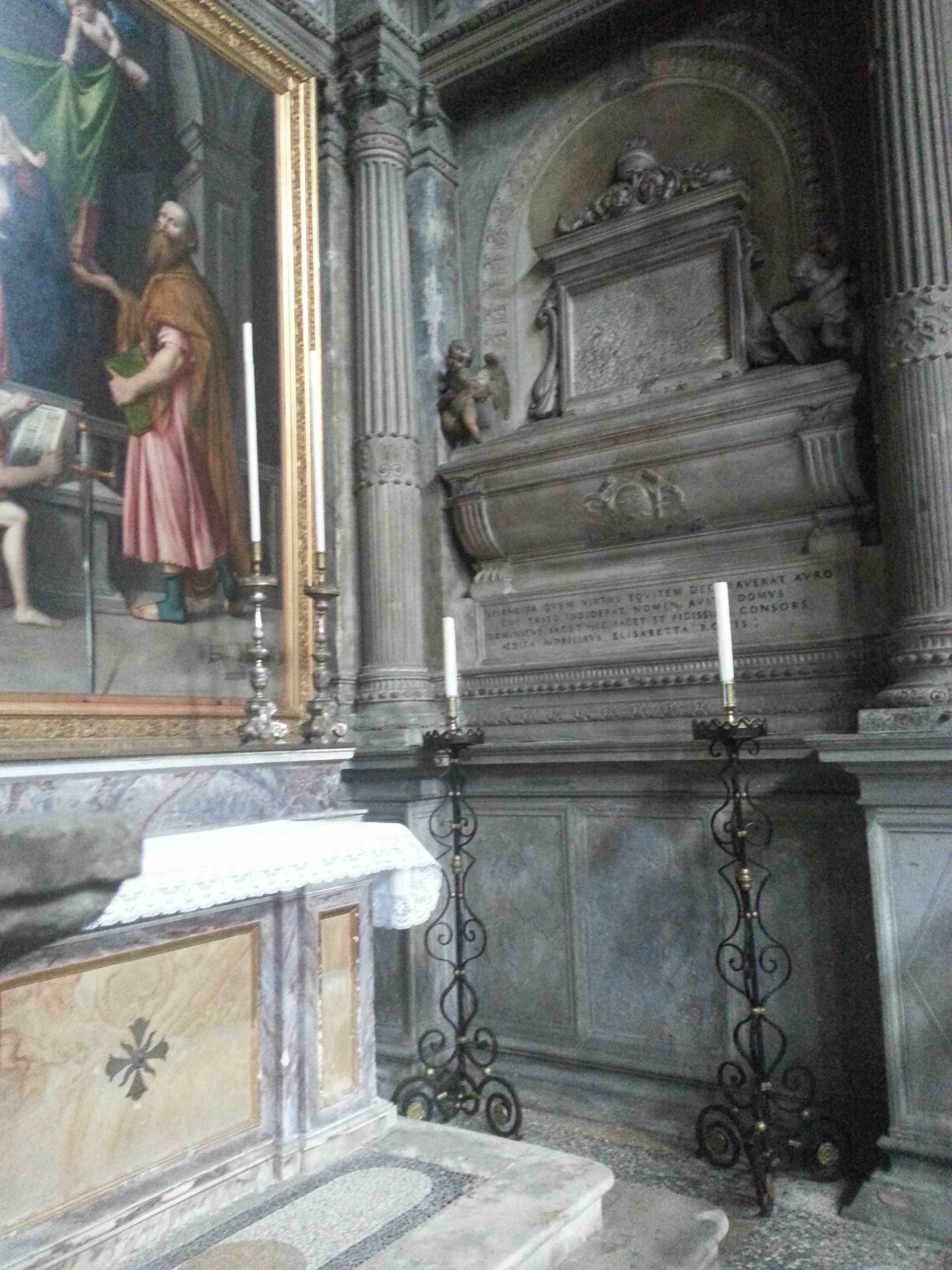
Monumento funebre Agostino e Caterina Tasso con il particolare di san Paolo della pala del Piazza

La tela raffigura una Sacra conversazione: la Madonna con il Bambino tra le braccia, siede su di un trono, sopra di lei due angeli sorreggono il telo verde che fa da tappeto e che si unisce al manto verde di san Pietro posto alla sua destra. Pietro porge un mazzo di chiavi alla Vergine che rappresenta la chiesa. Pietro e la Chiesa uniti negli sguardi, il manto unione tra loro. 
Il messaggio abbastanza esplicativo che non pone dubbi, che i canonici volevano dare in apertura del Concilio di Trento, è stato raffigurato dal Piazza chiaramente. La Madonna e san Pietro poste a sinistra sono i protagonisti del quadro, che conferma di considerara il Papa e la Chiesa una cosa sola, la Chiesa come unica interpreta della Parola e chi non accetta il primato del papa non può farne. 

I due personaggi posti a destra sono invece il tramite del messaggio, guardano l'osservatore, lo pongono a lettura della dichiarazione obbligangolo e guardare e comprendere quello che viene indicato. San Polo, infatti, posto a sinistra della Vergine volge lo sguardo oltre la tela, indicando la Madonna, mentre la sua spada infilata nella terra di fronte alla pagina delle scritture che un angelo sfoglia e che è perfettamente leggibile: l'Epistola di san Paolo ai Romani. Anche l'angelo volge lo sguardo invitante verso l'osservatore.
Il brano di san Paolo era considerato parte dai protestanti parte fondamentale nella giustificazione della fede, ed era anche il brano che i canonici della chiesa condividevano. La spada di san Paolo posta davanti al testo è una conferma che la Chiesa è la sola esegeta del Testo sacro.

In un tempo in cui ogni atteggiamento dubitativo era gravemente condannato dalle cerarchi ecclessiastiche, i canonici con la tela si dichiararoni definitivamente a favore della Chiesa di Roma, consegnando a una tela la loro dichiarata ortodossia. 
Il Piazza manifesta con la tela un'alta qualità artistica. I personaggi sono piuttosto plastici,  posti in un'atmosfera astratta modena,  legandosi al manierismo lombardo, anche se l'angelo posto ai piedi del trono ha caratteristiche lottesche avvicinandosi alla tela Pala di San Bernardino della chiesa di san Bernardino di Via Pignolo.